# Халино (Курский район)
Халино — деревня в Курском районе Курской области России. Входит в состав Клюквинского сельского совета.

## География
Находится в 15 км от районного центра города Курска. Земли сельхозназначения, которые окружают деревню, в 1990-е годы были отданы под дачи для жителей города Курска. В 1 км от деревни находится Курский аэропорт.
Улицы
В деревне формально улиц нет, улица Ачкасова располагается за лесом в военном городке.
Климат
Халино, как и весь район, расположено в поясе умеренно континентального климата с тёплым летом и относительно тёплой зимой (Dfb в классификации Кёппена).
| Показатель                                                                      | Янв. | Фев. | Март | Апр. | Май  | Июнь | Июль | Авг. | Сен. | Окт. | Нояб. | Дек. | Год  |
| ------------------------------------------------------------------------------- | ---- | ---- | ---- | ---- | ---- | ---- | ---- | ---- | ---- | ---- | ----- | ---- | ---- |
| Средний суточный максимум, °C                                                   | −4,2 | −3,2 | 2,7  | 13   | 19,4 | 22,7 | 25,4 | 24,7 | 18,2 | 10,5 | 3,3   | −1,3 | 10,9 |
| Средняя температура, °C                                                         | −6,3 | −5,8 | −0,9 | 8,2  | 14,7 | 18,4 | 21   | 20,1 | 14   | 7,2  | 1     | −3,2 | 7,4  |
| Средний суточный минимум, °C                                                    | −8,8 | −8,9 | −5   | 2,6  | 9    | 13   | 15,8 | 14,9 | 9,7  | 3,9  | −1,3  | −5,4 | 3,3  |
| Норма осадков, мм                                                               | 51   | 44   | 47   | 50   | 60   | 68   | 70   | 55   | 59   | 59   | 46    | 48   | 657  |
| Источник: Погода по месяцам c ru.climate-data.org(дата обращения: Февраль 2022) |      |      |      |      |      |      |      |      |      |      |       |      |      |

Часовой пояс
Деревня Халино, как и вся Курская область, находится в часовой зоне МСК (московское время). Смещение применяемого времени относительно UTC составляет +3:00.

## Население
| 2002 | 2010  |
| ---- | ----- |
| 2503 | ↘2268 |

## Инфраструктура
Личное подсобное хозяйство. На территории сельсовета Клюквинский района Курский, недалеко от деревни, расположена авиационная воинская часть, и части обеспечения авиационной группы Курск. В деревне находится частная пекарня, которая расположена в здании бывшего сельского магазина. Также имеется крупное пчеловодческое хозяйство. СНТ Берёзка и СНТ Икар. В деревне 268 домов.

## Транспорт
Халино находится в 2,5 км от автодороги федерального значения Р298 (Курск — Воронеж — автомобильная дорога Р22 «Каспий»; часть европейского маршрута E 38), на автодорогe межмуниципального значения 38Н-821 (Р-298 — Халино), в 4 км от ближайшего ж/д остановочного пункта 13 км (линия Курск — Касторное). В деревню ходит рейсовый автобус и маршрутное такси.
В 122 км от аэропорта имени В. Г. Шухова (недалеко от Белгорода).